# WIDE Project
Het WIDE Project (Widely Integrated Distributed Environment), werd ruim 25 jaar geleden opgericht en is een Japans internet. Het exploiteert een belangrijke backbone van het internet in Japan en voorheen was het WIDE Project verantwoordelijk voor het topleveldomein .jp.
WIDE heeft als doelstelling om de wetenschapswereld en de industrie te integreren in één groep om zo de grote afstand tussen de verschillende organisaties te overwinnen met als bedoeling om nieuwe technologieën snel te kunnen toepassen.
De voorzitter is Jun Murai.
Sinds 1997 exploiteert WIDE de M DNS-rootserver.
Het WIDE Project is een grote aanjager van onderzoek, ontwikkeling en daadwerkelijke invoering van IPv6 in Japan.
In 1985 zag WIDE het levenslicht onder de naam WIDE Research Group.
Tijdens een bijeenkomst van de Routingwerkgroep tijdens de bijeenkomst RIPE-49 in 2004 publiceerde WIDE een onderzoek naar de instabiliteit van intra-domain-routing.